# Peña de Bernal
La Peña de Bernal est un monolithe de 340 m qui se situe à San Sebastián Bernal, une petite ville de l'État mexicain du Querétaro. C'est le troisième plus grand monolithe du monde après le Mont Augustus (825m) et Uluru (348m), tous deux en Australie. En 2009, il a été inscrit, avec les « lieux de mémoire et traditions vivantes du peuple Otomí-Chichimecas de Tolimán », sur la liste représentative du patrimoine culturel immatériel de l’humanité de l'UNESCO.